# Янагісава Ацусі
Янагісава Ацусі (яп. 柳沢 敦, нар. 27 травня 1977, Тояма) — японський футболіст.

## Виступи за збірну
1998 року дебютував в офіційних матчах у складі національної збірної Японії. Відтоді провів у формі головної команди країни 58 матчів.

## Статистика виступів
| Збірна Японії | Збірна Японії | Збірна Японії |
| Роки          | Ігри          | голи          |
| ------------- | ------------- | ------------- |
| 1998          | 2             | 0             |
| 1999          | 4             | 0             |
| 2000          | 10            | 4             |
| 2001          | 6             | 5             |
| 2002          | 9             | 0             |
| 2003          | 5             | 2             |
| 2004          | 8             | 2             |
| 2005          | 10            | 4             |
| 2006          | 4             | 0             |
| Усього        | 58            | 17            |

## Титули і досягнення
- У складі збірної:
  - Чемпіон Азії: 2000
- Клубні:
  - Чемпіон Японії: 1996, 1998, 2000, 2001, 2007
  - Володар Кубка Імператора: 1997, 2000, 2007
  - Володар Кубка Джей-ліги: 1997, 2000, 2002
  - Володар Суперкубка Японії: 1997, 1998, 1999

- Особисті:
  - у символічній збірній Джей-ліги: 1998, 2001, 2008
  - Футболіст року в Японії: 2001